# Jeep Wagoneer
La dénomination Jeep Wagoneer concerne plusieurs modèles de SUV du constructeur automobile américain Jeep.
- Jeep Wagoneer SJ, un très grand SUV construit de 1963 à 1991 ;
- Jeep Wagoneer XJ, une variation de la Jeep Cherokee (« Compact SUV »), construite de 1984 à 1990 ;
- Jeep Grand Wagoneer ZJ, une édition spéciale du Jeep Grand Cherokee (« Mid-size SUV »), uniquement construite en 1993.
- Jeep Wagoneer/Grand Wagoneer WS, un duo de très grands SUVs présentés en septembre 2020 sur base de Dodge RAM 1500.
- Jeep Wagoneer S, SUV 100% électrique à partir de 2024.

## Jeep Wagoneer SJ
Le Jeep Wagoneer SJ a été le premier grand SUV 4x4 de luxe, produit sous de nombreuses marques de 1963 à 1991. Quasiment unique en son genre, ce véhicule a subi toutes les vicissitudes de ses constructeurs, Willys à l'origine, Kaiser Motors ensuite, AMC et enfin Chrysler, lui-même racheté par le groupe italien Fiat en 2009.
Commercialisé sous les noms de « Jeep Wagoneer » (1963-1984) puis de « Jeep Grand Wagoneer » (1984-1991), il restera le modèle automobile américain qui aura connu la troisième durée de vie la plus longue : 28 ans en production sans grandes modifications. Il a aussi été fabriqué sous licence dans plusieurs pays (en Iran : « Jeep Ahoo » entre 1967 et 1974, et « Jeep Simorgh » en version pick-up entre 1963 et 1967).
Le Jeep Wagoneer SJ fut un pionnier sur le marché des véhicules sport utility (SUV), le 4x4 le plus « voiture » en dépit de sa forme massive et carrée par rapport aux modèles concurrents de International Harvester et Land Rover qui produisaient des véhicules utilitaires avec des prestations intérieures très spartiates. Les aménagements luxueux du Wagoneer l'ont largement favorisé. Basé sur la plateforme du Jeep SJ, le Wagoneer fut, sous certains aspects, un véhicule révolutionnaire avec son moteur six-cylindres à arbres à cames en tête et des caractéristiques jamais vues à l'époque dans un véhicule à quatre roues motrices comme la direction assistée et une transmission automatique.
Le Wagoneer a été lancé sept ans avant le Range Rover en Grande-Bretagne, et 24 ans avant que le modèle haut de gamme de la marque britannique arrive aux États-Unis. Il a été remplacé par le Jeep Grand Cherokee.

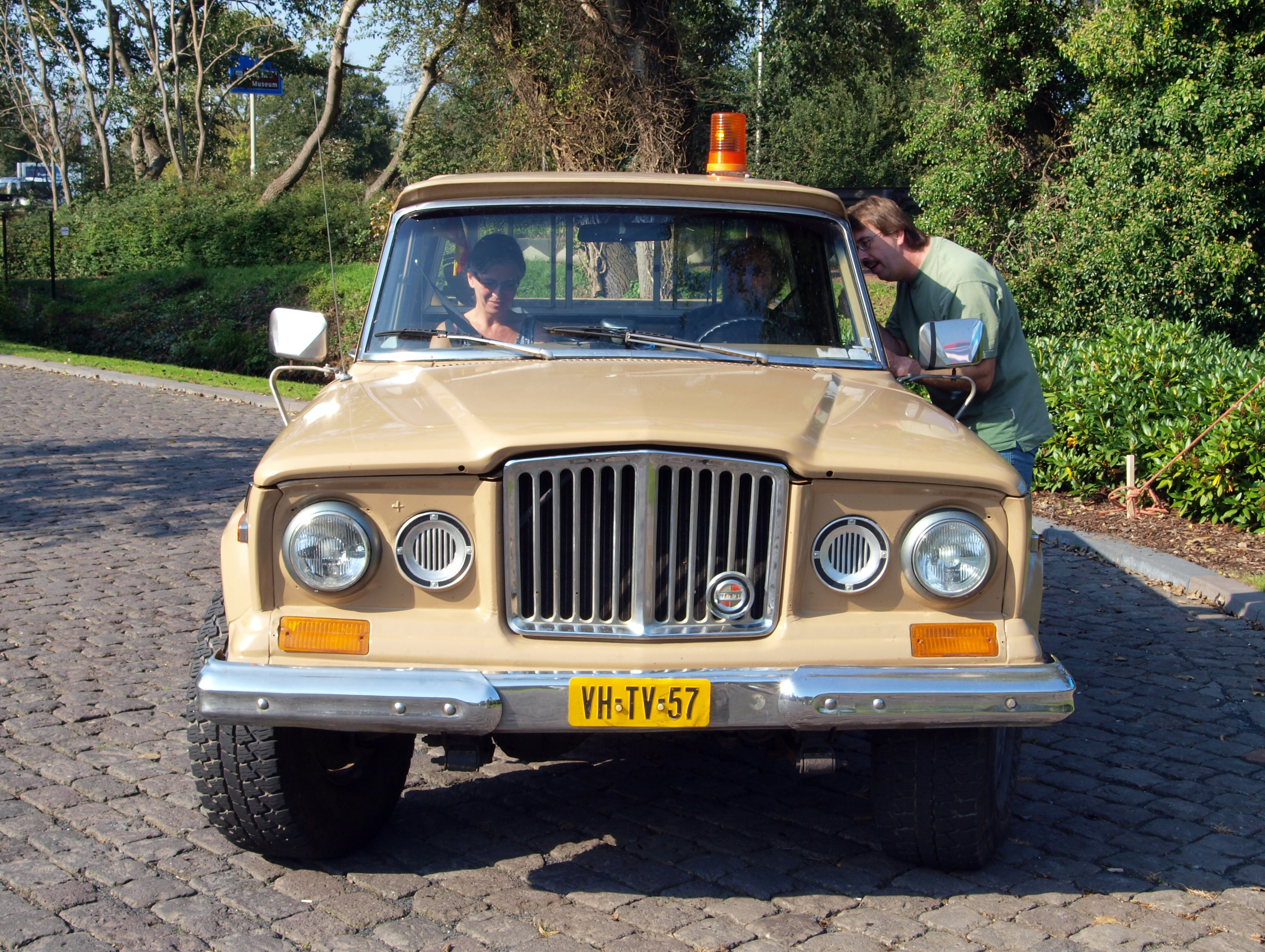
Première version Willys Wagoneer

### Histoire

#### Les années Willys et Kaiser (1963-1971)

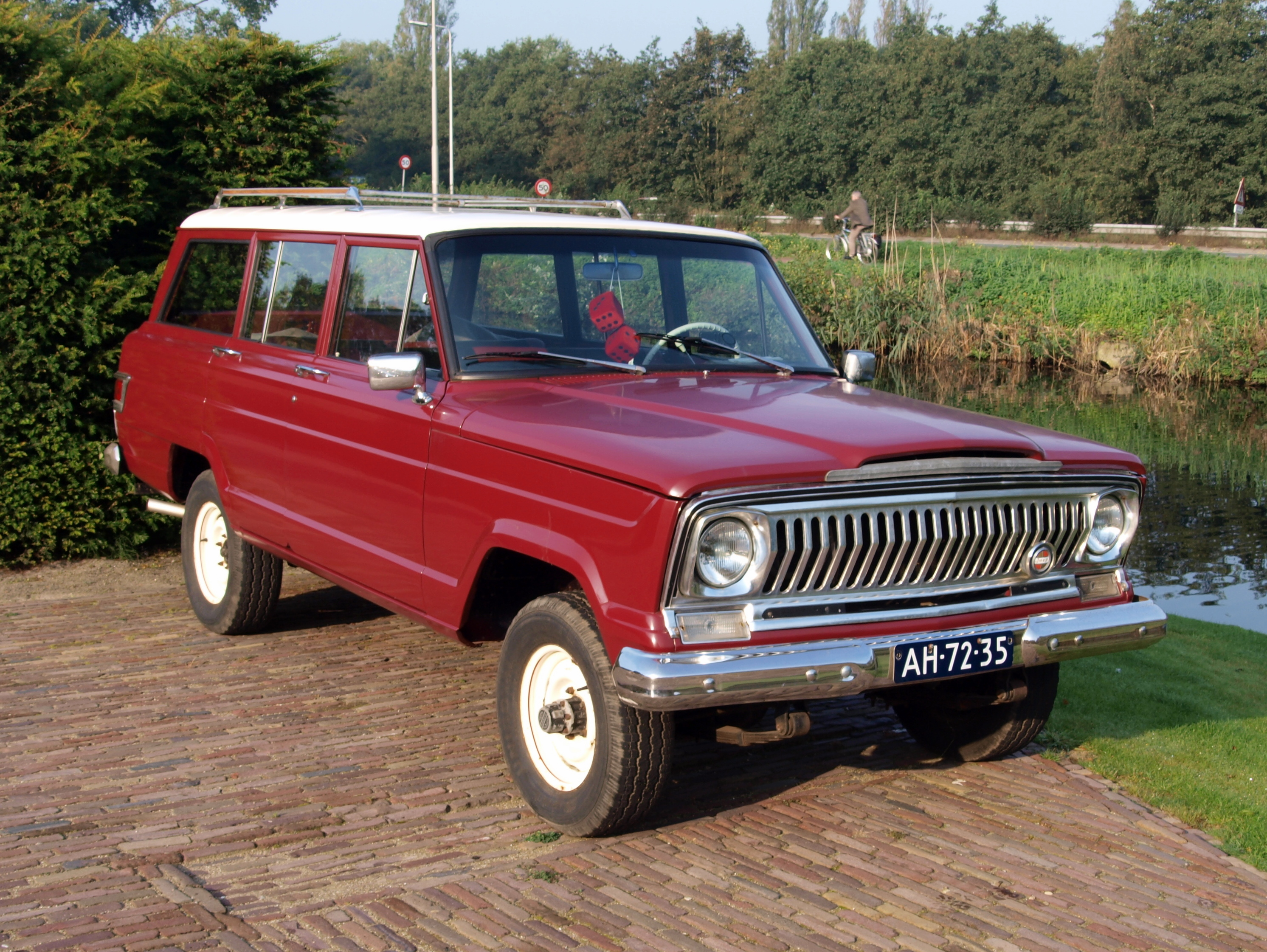
Version 1966 du Wagoneer SJ

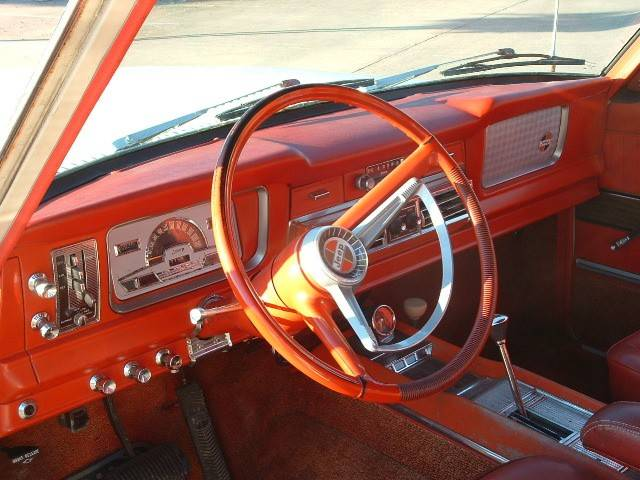
Poste de conduite d'une Super Wagoneer

Pour contrer la concurrence acharnée des Big Three sur le marché des véhicules à quatre roues motrices, une spécialité de Jeep, la direction de Willys, alors propriétaire de la marque Jeep, décide qu'un nouveau véhicule plus avancé technologiquement est nécessaire au renforcement de sa gamme. La conception débute dans les années 1960 alors que Willys est détenu par Kaiser Jeep Corporation. Le Wagoneer SJ allait remplacer le Jeep Willys Station Wagon qui datait de 1946, même si la fabrication de ce dernier se poursuivra jusqu'en 1965.
Comme son prédécesseur, le nouveau Wagoneer SJ est l'œuvre du designer Brooks Stevens. La direction technique de Willys assure le développement technique. Le coût du développement sera d'environ 20 millions de dollars.
Le Wagoneer SJ est un véhicule de très grandes dimensions construit sur un châssis qu'il partage avec le Jeep Gladiator. À l'origine, il est proposé en version deux et quatre-portes. Il est doté du nouveau moteur six-cylindres en ligne Willys Tornado à arbres à cames en tête, qui développe 140 ch/104 kW et fait ses débuts en 1962. Si le Tornado est alors considéré comme étant très économe en carburant, il pêche par ses problèmes récurrents de refroidissement et de carburation en altitude, ce qui conduira le constructeur à réduire le taux de compression en 1964, ramenant la puissance à 133 ch/99 kW.
Au début de l'année 1963 Willys Motors change de dénomination sociale et devient Kaiser-Jeep Corporation. Les ceintures de sécurité sont introduites aux États-Unis mais leur montage reste facultatif. Le modèle bénéficie de quelques améliorations de finition.
Fin 1965, les modèles Wagoneer SJ et Gladiator peuvent recevoir un autre moteur en option, le V8 AMC de 5,4 litres développant 250 ch/186 kW, qui s'avère être une option très populaire. En outre, le moteur Tornado est remplacé par un six-cylindres en ligne de 3,8 litres American Motors.
En 1966 le Wagoneer reçoit une nouvelle face avant avec une calandre basse sur toute la largeur. L'année modèle 1966 voit l'apparition de la version luxueuse appelée « Super Wagoneer », laquelle est équipée du moteur V8 d'AMC développant 270 ch/201 kW (le Super Wagoneer est considéré comme le précurseur des SUV de luxe d'aujourd'hui). La production de la version Super Wagoneer prendra fin en 1969.
Depuis le début, les ventes des modèles à deux roues motrices ont toujours été inférieures à celles des modèles à quatre roues motrices. Cette transmission est abandonnée en 1967, et, à la fin de 1968, la fabrication des versions deux-portes est également arrêtée.
De 1968 à 1971, le Wagoneer est doté du moteur V8 Buick 350 Dauntless de 5,7 litres développant 230 ch/172 kW. Ce moteur développe une puissance inférieure à celle de l'AMC (250 ch) mais offre plus de couple à bas régime : 470 N m à 2 400 tr/min au lieu de 460 N m à 2 600 tours.

#### Les années AMC (1970-1987)

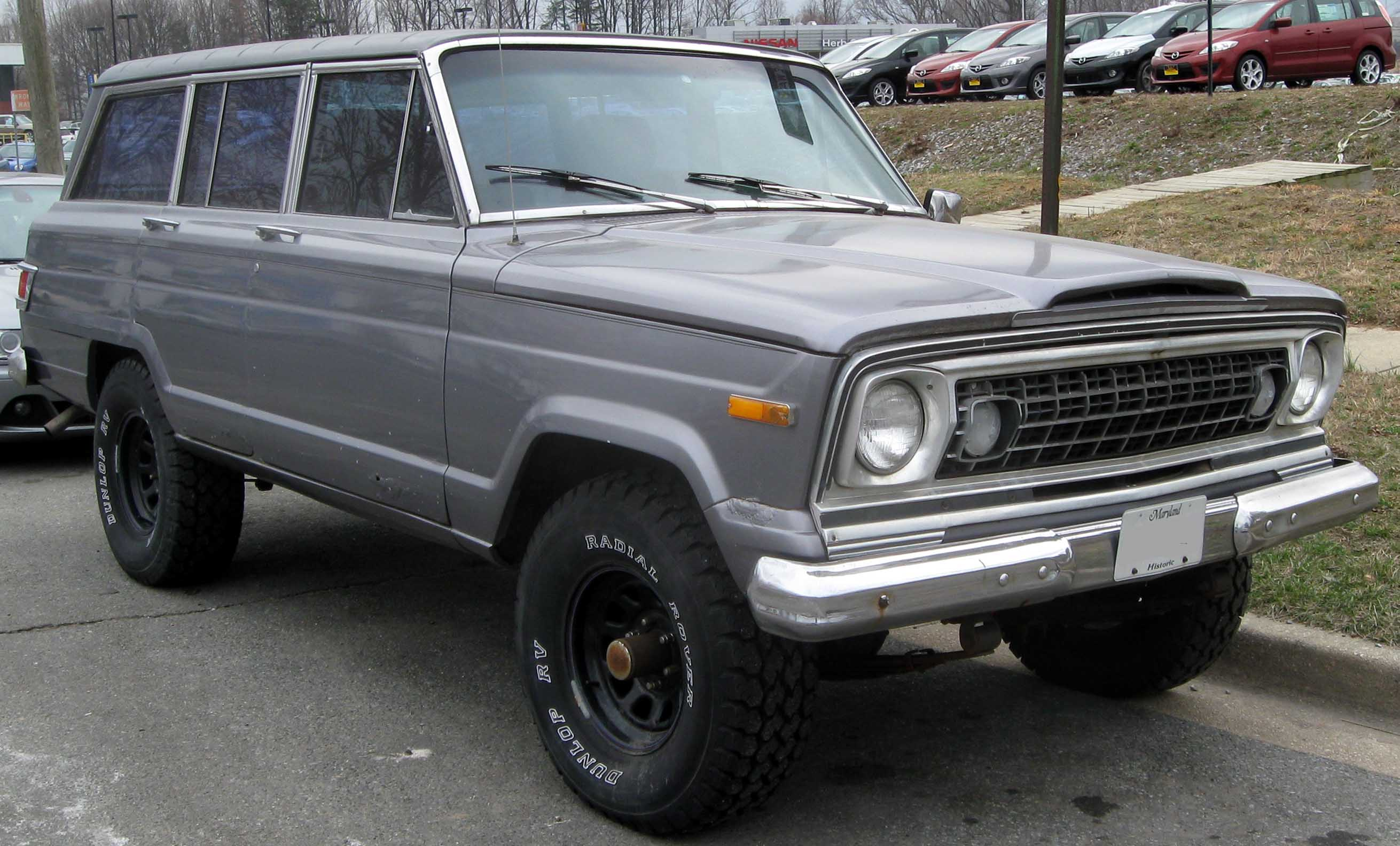
Jeep Wagoneer 1970

Début 1970, American Motors Corporation (AMC) rachète la société Kaiser-Jeep et recherche des économies d'échelle pour unifier l'ensemble de sa gamme. Pour réduire les coûts de production, AMC incorpore des composants communs, comme les moteurs. À partir de 1971, le moteur Buick est remplacé par des V8 AMC de 5 et 5,9 litres. En 1973, le Wagoneer est équipé du système de transmission Quadra-Trac, qui permet le mode quatre-roues motrices permanent.
En 1974, le V8 AMC de 5,9 litres développant 175 ch devient la norme et l'offre est complétée par un V8 de 6,6 litres développant 235 ch en option. AMC repropose la version deux-portes du Wagoneer sous le nom de « Jeep Cherokee (SJ) ». Celui-ci remplace également le Jeepster Commando dont les ventes n'avaient pas répondu aux attentes en dépit des modifications apportées en 1972. Le Cherokee s'adresse à une clientèle plus jeune que le Wagoneer, considéré comme un SUV familial.
Quelques changements de style apparaissent mais, après le lancement du Cherokee, AMC veut introduire une version plus haut de gamme du Wagoneer dont la demande est forte dans ce segment. La version luxueuse « Limited » est lancée, avec des freins à disques, une climatisation, des sièges enveloppants à réglage électrique, le verrouillage des portes à commande électrique, des vitres électriques, un volant inclinable et gainé de cuir, un régulateur de vitesse, une sellerie cuir, des tapis moelleux, une radio AM/FM/CB, des barres de toit, des jantes en aluminium, et un placage bois sur les flancs de la carrosserie. Cette version attire les clients et les ventes atteignent 28 871 exemplaires en 1978, et 27 437 en 1979.
Avec le deuxième choc pétrolier de 1979, le moteur six-cylindres de 4,2 litres, abandonné dans les années 1970, revient en option. Le Wagoneer connait une forte chute des ventes à 10 481 exemplaires en 1980, puis revient à 13 741 en 1981, 18 709 en 1982, et 18 478 en 1983.
En 1981, la gamme Wagoneer est étendue à trois modèles :
- le Wagoneer de base, dit « Custom », est doté d'une transmission à quatre vitesses, d'une direction assistée, de freinage assisté à disques à l'avant, et de moquette au sol.
- une nouvelle version « Brougham », avec un habillage intérieur amélioré qui comprend un placage bois sur le tableau de bord, des tapis de sol, vitre électrique du hayon, des placages bois sur les flancs, des barres de toit.
- La version « Limited », qui représente le haut de gamme, dispose des quatre roues motrices Quadra-Trac, d'une transmission automatique, d'une climatisation, de vitres teintées électriques et verrouillage des portes, d'un régulateur de vitesse, d'une radio stéréo AM/FM, de sièges passagers avec accoudoir central, de panneaux de portes améliorés, d'un volant gainé de cuir, d'une moquette très épaisse et d'un cache-bagages rétractable.

Le modèle de base « Custom » est supprimé en 1983 et la version « Brougham » l'année suivante. La version de base comprend maintenant une boîte de vitesses automatique avec le système Selec-Trac pour passer de deux à quatre roues motrices, et un six-cylindres en ligne. Dans cette configuration, le Jeep Wagoneer est homologué par l'EPA avec une consommation de carburant de 13 L/100 km en ville et 9,4 L/100 km sur route. Cela permet à Jeep de faire une campagne de publicité vantant la faible consommation de son véhicule.

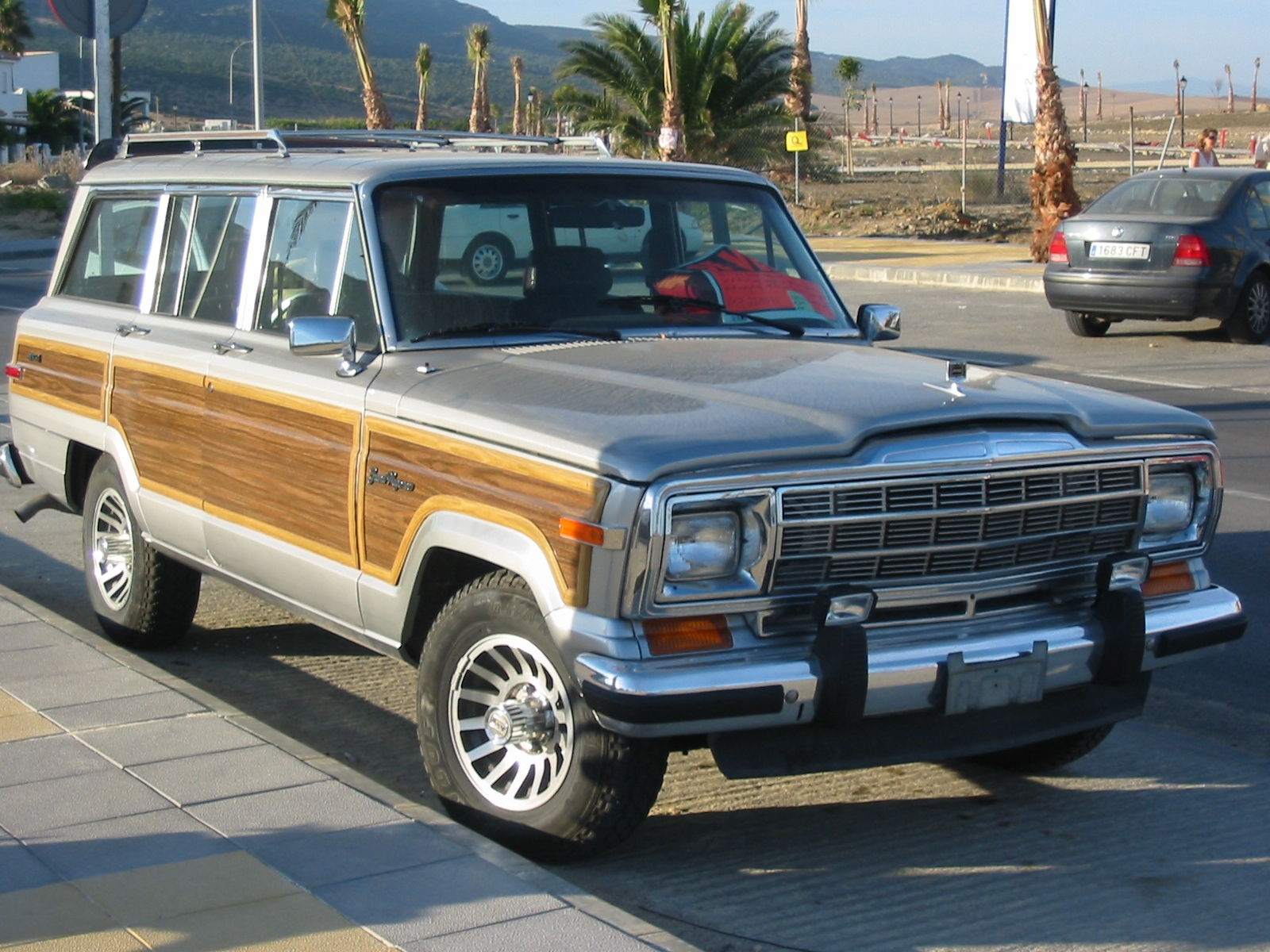
Jeep Grand Wagoneer

En 1984, le modèle Limited est rebaptisé « Grand Wagoneer » et à mi-1984, Jeep présente une version plus abordable, appelée simplement « Wagoneer ». Les roues sont en acier avec enjoliveurs et l'équipement de série est très épuré. Malgré son prix inférieur de 3 300 dollars, le volume des ventes restera très faible. La production du Grand Wagoneer atteint 20 019 exemplaires en 1984 et 17 814 en 1985.
À partir de l'année modèle 1986, le Grand Wagoneer reçoit une nouvelle calandre et l'aménagement intérieur est entièrement renouvelé : tableau de bord, tapisserie, nouveaux sièges en cuir avant avec appuis-tête réglables. La transmission Select-Trac bénéficie d'un nouveau différentiel. En 1986, la production s'élève à 17 254 exemplaires. La dernière année du modèle sous AMC, 1987, est aussi celle du 25e anniversaire du Wagoneer ; 14 265 exemplaires sont produits par AMC et Chrysler en 1987.

#### Les années Chrysler (1987-1991)
Le 2 mars 1987, Chrysler rachète AMC. Malgré l'âge avancé du Grand Wagoneer, le véhicule reste très populaire et Chrysler le maintiendra sans changement, continuant même à l'équiper du moteur V8 AMC à carburateurs plutôt que de son propre moteur V8 à injection, plus moderne. Le modèle est très rentable, générant entre 5 000 et 6 000 dollars de bénéfices pour chaque exemplaire vendu.
Durant les années 1987-1991, le modèle est considéré comme le meilleur de la catégorie à la suite des améliorations apportées.

### Production
Avec 28 ans de production, le Wagoneer a connu l'une des plus longues carrière parmi les véhicules américains. Le puissant moteur V8, sa grande taille, et sa capacité de remorquage ont rendu le Grand Wagoneer très populaire.
Le Jeep Wagoneer a été fabriqué dans l'usine américaine de Toledo, dans l'Ohio, mais également sous licence par le constructeur Pars Khodro à Téhéran en Iran, assemblé dans l'usine du Caire en Égypte du constructeur Arab American Vehicles, et en Argentine dans l'usine de Cordoba par le constructeur Industrias Kaiser Argentina.
Durant la dernière année de fabrication, 1991, 1 560 exemplaires du Grand Wagoneer SJ ont été produits. Ces derniers sont marqués d'une plaque d'identification « Final Edition Jeep Grand Wagoneer » sur le tableau de bord. Le dernier Grand Wagoneer produit est sorti de l'usine Chrysler de Toledo le 21 juin 1991.

## Jeep Wagoneer XJ
Le Wagoneer XJ est en fait une variante du nouveau Jeep Cherokee XJ, un véhicule tout terrain SUV dit « Compact », développé et produit par Jeep alors que la marque fait encore partie du groupe American Motors Corporation. Il ne présente aucun point commun avec le premier modèle Wagoneer qui lui est un « Full Size ». Le Wagoneer XJ sera construit dans l'usine américaine de Toledo de 1984 à 1990, la production ayant continué après le rachat d'AMC par Chrysler en 1987.
Présenté en 1984, le Cherokee XJ est le premier modèle Jeep construit avec une caisse monocoque et non plus sur un châssis traditionnel. La conception rend l'ensemble rigide et solide, mais très léger, ce qui permet d'excellentes performances. Deux versions, deux et quatre-portes, du Cherokee XJ seront proposées mais le Wagoneer XJ ne sortira qu'en quatre-portes.
Le Wagoneer XJ est disponible avec deux niveaux de finition : Wagoneer et Wagoneer Limited. En dehors de leur motorisation plus puissante, les Wagoneer se distinguent des modèles Cherokee de 1984 et 1985 par une grille légèrement différente et le logo « Jeep » décalé vers le conducteur. Le Wagoneer Limited, qui s'adresse à une clientèle familiale, est une version luxueuse. Il dispose de sièges en cuir à ajustement électrique (avec l'inscription « Limited » en relief), de vitres électriques, de la climatisation, du placage façon « bois » en vinyle sur les flancs. À partir de 1986, l'avant est doté de quatre phares. La motorisation est assurée par un Chevrolet V6 de 2,8 L (1984-1986) puis par un six-cylindres en ligne AMC de 4 L (1987-1990). Deux systèmes de transmission sont proposés, Command-Trac (sélecteur 2 ou 4-roues motrices) ou Selec-Trac (4-roues motrices permanent).
D'après Automobile Magazine, la Jeep Cherokee est l'une des vingt meilleures voitures de tous les temps et « peut-être le meilleur dessin de SUV » qui a inspiré nombre d'autres modèles. Grâce à sa robustesse et sa fiabilité, le Cherokee XJ a également été élu en 2011 l'une des « 10 voitures qui refusent de mourir » par le magazine américain Kiplinger

## Jeep Grand Wagoneer
Le directeur général du groupe Fiat, Sergio Marchionne, a annoncé en janvier 2011 lors de sa conférence de presse au salon international de l'automobile d'Amérique du Nord de Détroit, que le nom de « Grand Wagoneer » serait relancé avec un nouveau SUV de sept places « de taille supérieure », qui devrait être mis en étude en 2013. Le 2 septembre 2013, la direction de Chrysler annonce que la production du nouveau Grand Wagoneer est repoussée en 2015 pour permettre à la Dodge Durango pour trouver un public, mais utilisera le concept du Grand Wagoneer comme base d'un SUV de luxe de grande dimension qui viendra concurrencer les Cadillac Escalade et Lincoln Navigator.
Le 3 septembre 2020, le constructeur dévoile le Jeep Grand Wagoneer Concept préfigurant la version de série commercialisée à partir de 2021 et basé sur la plateforme du Dodge Ram. Celui-ci est motorisé par un V8 5.7 hybride rechargeable.